# Capileira
Capileira là một đô thị trong tỉnh Granada, Tây Ban Nha.